# Rue de Colmar (Nantes)
Pour l’article homonyme, voir Rue de Colmar.
La rue de Colmar est une voie de Nantes, en France.

## Situation et accès
Située dans le centre-ville de Nantes, la rue de Colmar, qui relie la rue de Mayence à la rue Fouré, est bitumée et ouverte à la circulation automobile. Elle ne rencontre aucune autre voie.

## Origine du nom
Elle a été dénommée souvenir de la ville alsacienne de Colmar, perdue par la France lors de la guerre de 1870.

## Historique
Son nom est attribué en 1901. 